# Tola Otrząsek
Tola Otrząsek (ur. 2006 w Szczecinie) – polska zawodniczka squasha, reprezentująca barwy klubu Pax PHU Squash Zone Academy Szczecin.

## Kariera sportowa
Otrząsek rozpoczęła treningi squasha w młodym wieku. W 2023 roku została powołana do reprezentacji Polski na Drużynowe Mistrzostwa Europy Dywizji 2 w Helsinkach, gdzie rywalizowała z zawodniczkami z innych krajów europejskich.
W 2024 roku reprezentowała Polskę na Indywidualnych Mistrzostwach Europy Juniorów U19 w Bukareszcie. W 2025 roku została powołana do szerokiej Kadry Narodowej seniorek przez Polski Związek Squasha.

## Występy międzynarodowe
W 2025 roku Otrząsek wzięła udział w Mistrzostwach Europy Juniorów U19 (do lat 19). 
W pierwszej rundzie pokonała Marię Isabelle Myrbø z Norwegii 3:0. Kolejny mecz przegrała 0:3 z najwyżej rozstawioną zawodniczką turnieju, Lauren Baltayan z Francji, po wyrównanym pierwszym secie zakończonym wynikiem 12:10. 4 lipca 2025 roku została powołana na Word Games 2025, odbywające się w chińskim Chengdu.

## Ranking i statystyki
W 2024 roku zawodniczka przystąpiła do rozgrywek PSA. Jej najwyższa pozycja w światowym rankingu wyniosła 274. miejsce.

## Osiągnięcia
- Mistrzostwo Polski do lat 19 (2023)[6]
- PZSQ Indywidualne Mistrzostwa Polski (JUNIOR) 2025 - GU19[7]
- Indywidualne Mistrzostwa Regionalne (SENIOR), Bydgoszcz) - DAMSKA[8]
- Udział w Drużynowych Mistrzostwach Europy Dywizji 2 (Helsinki, 2023)[9]

- Reprezentacja Polski na Indywidualnych Mistrzostwach Europy Juniorów U19 (Bukareszt, 2024)[9]

- Powołanie do szerokiej Kadry Narodowej seniorek (2025)[9]